# Targon
Targon ist eine französische Gemeinde mit 2.045 Einwohnern (Stand 1. Januar 2022) im Département Gironde in der Region Nouvelle-Aquitaine. Sie gehört zum Kanton L’Entre-deux-Mers.

## Geschichte
Im Jahr 1562 wurde Targon von den Hugenottenkriegen in Mitleidenschaft gezogen.
Targon war eine der sechs Gemeinden, die dem vom 17. Februar 1800 bis zum 10. September 1926 existierenden Arrondissement La Réole angehörten und an das Arrondissement Langon übergingen.
| Bevölkerungsentwicklung | Bevölkerungsentwicklung | Bevölkerungsentwicklung | Bevölkerungsentwicklung | Bevölkerungsentwicklung | Bevölkerungsentwicklung | Bevölkerungsentwicklung | Bevölkerungsentwicklung | Bevölkerungsentwicklung |
| ----------------------- | ----------------------- | ----------------------- | ----------------------- | ----------------------- | ----------------------- | ----------------------- | ----------------------- | ----------------------- |
| Jahr                    | 1962                    | 1968                    | 1975                    | 1982                    | 1990                    | 1999                    | 2009                    | 2017                    |
| Einwohner               | 1084                    | 1132                    | 1195                    | 1435                    | 1609                    | 1686                    | 1866                    | 2077                    |

## Sehenswürdigkeiten
Die romanische Kirche Saint-Romain stammt aus dem 12. Jahrhundert.
Siehe auch: Liste der Monuments historiques in Targon

## Weblinks

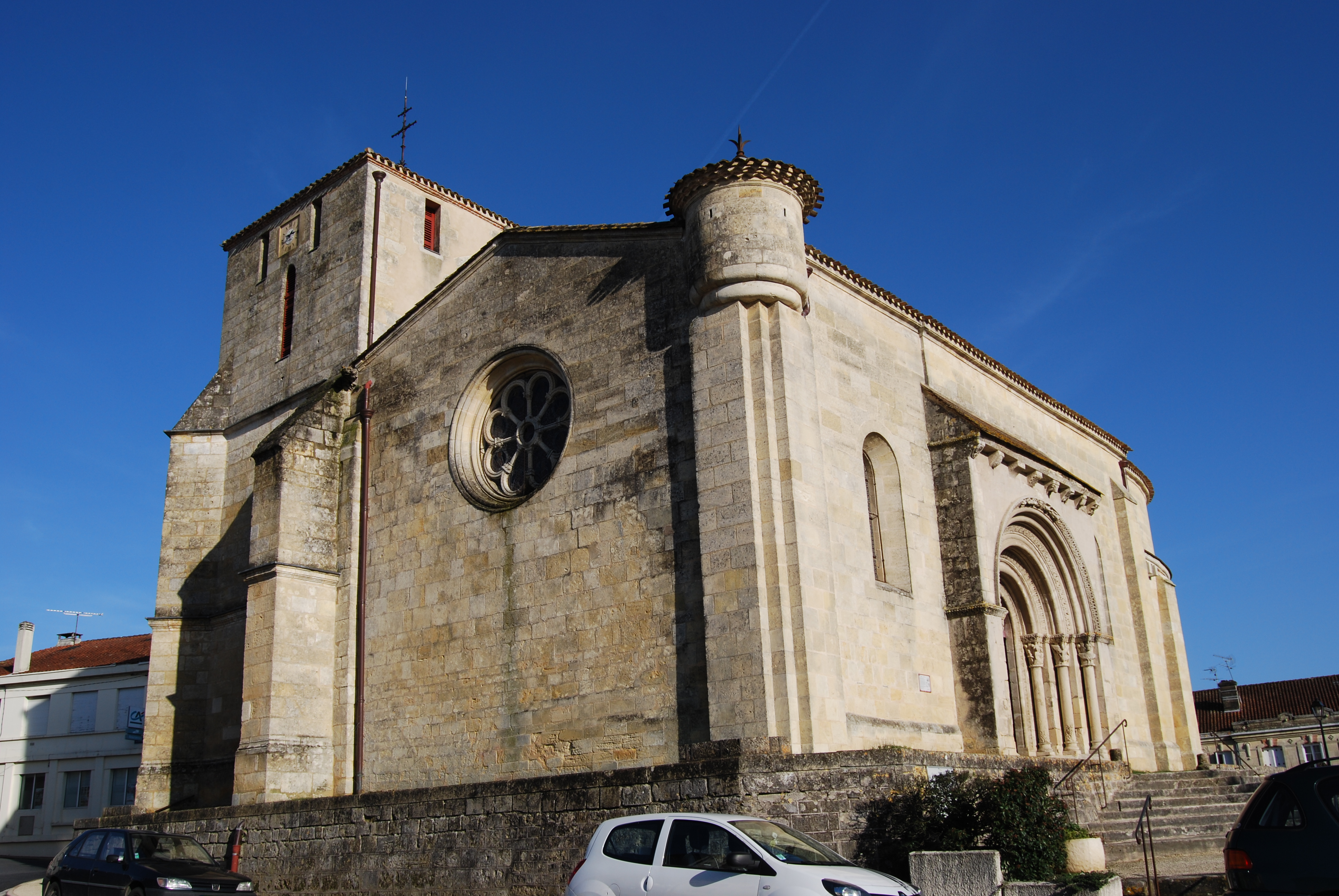
Kirche Saint-Romain